# Jean III (roi de Portugal)
Pour les articles homonymes, voir Jean III et Le Pieux.
Jean III, dit le Pieux (en portugais João III, o Piedoso), né le 6 juin 1502 à Lisbonne et mort dans la même ville le 11 juin 1557  est le quinzième roi de Portugal du 13 décembre 1521 jusqu'à sa mort. Il succède à son père en 1521, à la suite du décès de celui-ci. 

## Biographie

### Jeunesse

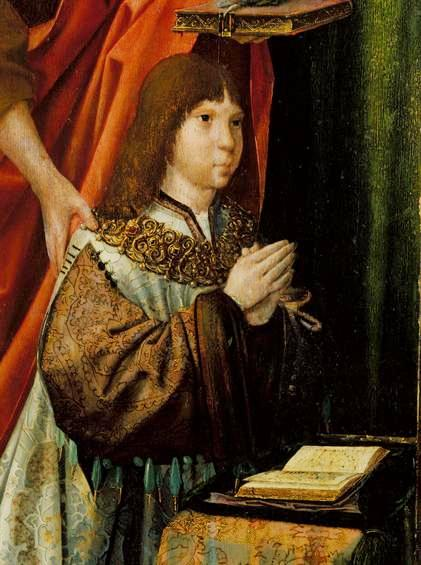
Le prince Jean de Portugal, « Triptyque des Infants » ; Maître de Lourinhã, 1516

Jean naît à Lisbonne le 6 juin 1502. Il est le fils aîné du roi Manuel Ier de Portugal et de sa seconde épouse Marie d'Aragon, fille du roi Ferdinand d'Aragon et de la reine Isabelle de Castille ,,. Il est éduqué par des érudits notables de l'époque avec qui il étudie le latin, le grec, les mathématiques et la cosmographie .

### Règne

#### Politique internationale

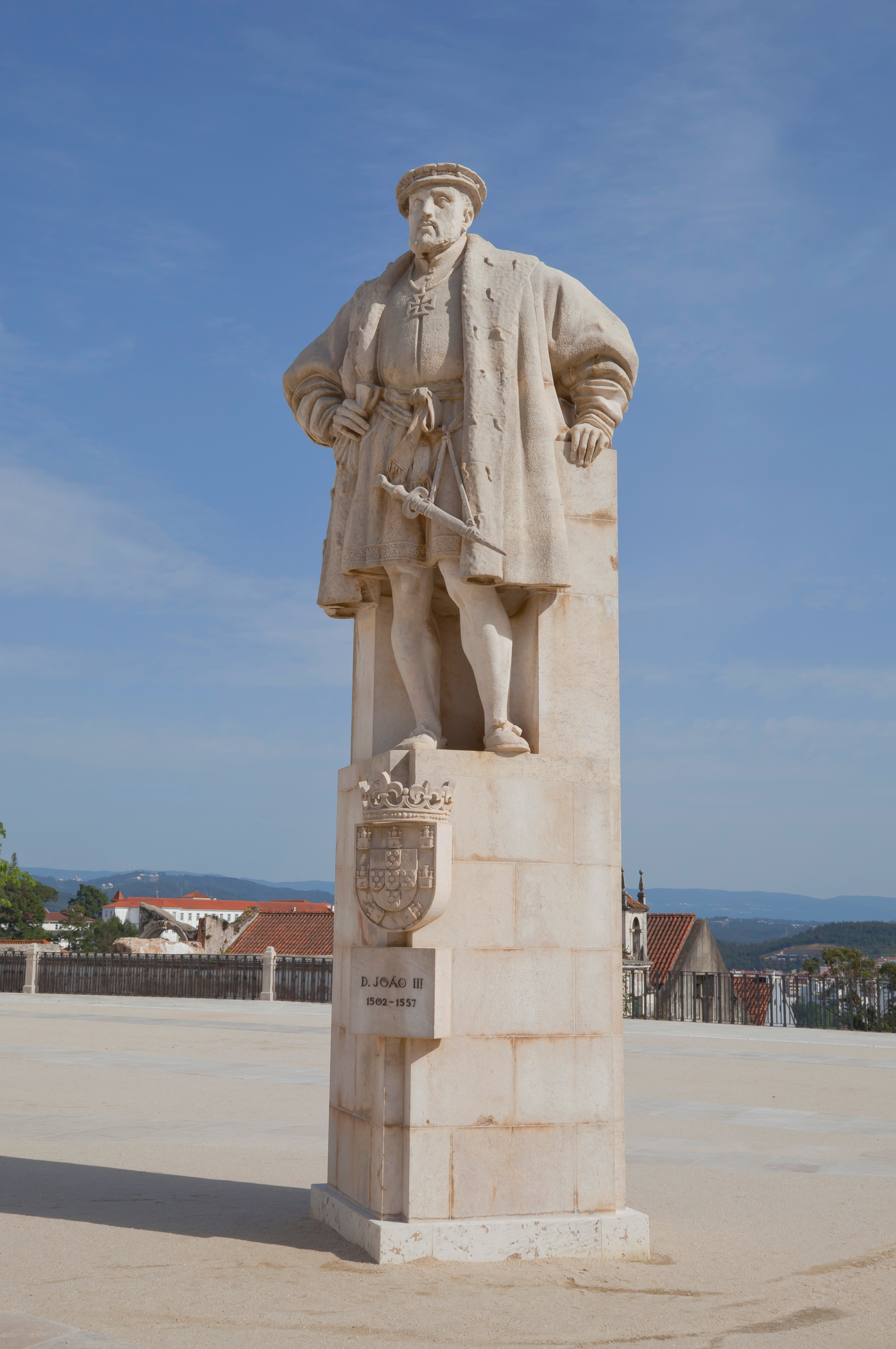
Statue du roi Jean III de Portugal, Université de Coimbra, Portugal.

Jean III remporte une importante victoire politique en s'assurant le contrôle des Moluques, les « îles aux épices » revendiquées par l'Espagne depuis la circumnavigation Magellan-Elcano. Après presque une décennie d'escarmouches en Asie du Sud-Est, il signe le Traité de Saragosse avec l'empereur Charles Quint le 22 avril 1529. Il définit les zones d'influence espagnole et portugaise en Asie et établit l'antiméridien du Traité de Tordesillas .
Le mariage de sa sœur Isabelle de Portugal avec l'empereur Charles Quint permet au roi de conforter son alliance avec l'Espagne et le Saint-Empire romain germanique.

#### Gestion impériale

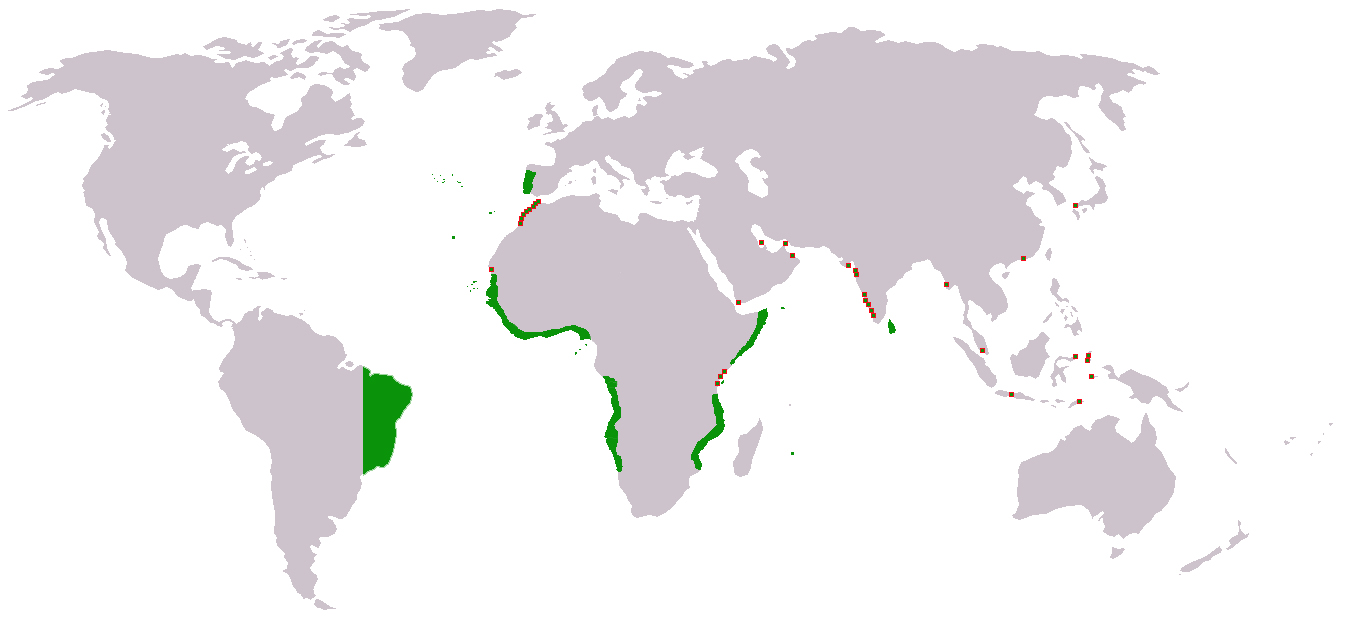
Carte de l'Empire portugais avec ses avant-postes militaires et commerciaux, à l'apogée du règne du roi Jean III de Portugal.

Jean III refuse d'abandonner tous les bastions portugais d'Afrique du Nord, mais il doit faire des choix en fonction de la valeur économique ou stratégique de chaque possession. Jean III décide de quitter Safi et Azemmour en 1541, suivis d'Assilah et Ksar Sghir en 1549. Les forteresses de Ceuta, Tanger et Mazagan sont renforcées « pour faire face aux nouvelles techniques militaires, imposées par la généralisation de l'artillerie lourde, combinée aux armes légères et aux armes blanches » .
Le bouffon de la cour de Jean III est João de Sá Panasco, un Noir africain, qui est finalement admis au prestigieux Ordre de Saint-Jacques en raison de son service lors de la Conquête de Tunis (1535) ,.
De l'Inde, Jean III importe une étonnante variété d'épices, d'herbes, de minéraux et de tissus ; de Malacca, des bois et des épices exotiques ; du Bengale, des tissus et des aliments exotiques ; d'Alexandrie et du Caire, des bois, des métaux, des minéraux, des tissus et du bouillon exotiques ; et de Chine, du musc, de la rhubarbe et de la soie en échange de gromwells, de perles, de chevaux d'Arabie et de Perse, de soie non travaillée, de fils à broder en soie, de fruits du palmier dattier, de raisins secs, de sel, de soufre et de bien d'autres marchandises .
Poussé par une tempête, le navire d'António da Mota et de Francisco Zeimoto accoste sur l'île de Tanega-shima le 25 août 1543. Ils sont reconnus comme les premiers Européens sur le sol japonais .
Sous le règne de Jean III, l'Empire portugais s'établit en Amérique du Sud avec la fondation des douze Capitaineries du Brésil (à partir de 1534). Chacune d'elles, dotée de son propre capitaine donataire, fonctionne de manière indépendante. En 1549, Jean III établit le Gouvernorat général du Brésil, et les douze colonies de la capitainerie lui deviennent subordonnées. Le premier gouverneur général nommé par Jean III, Tomé de Sousa, fonde la ville de São Salvador da Bahia de Todos os Santos en 1549. Pour son rôle dans la colonisation de l'Amérique du Sud, Jean III est appelé le colonisateur (Portugais : « o Colonizador ») .

#### Inquisition
Jean III établit dans son royaume le régime de l'Inquisition ecclésiastique.

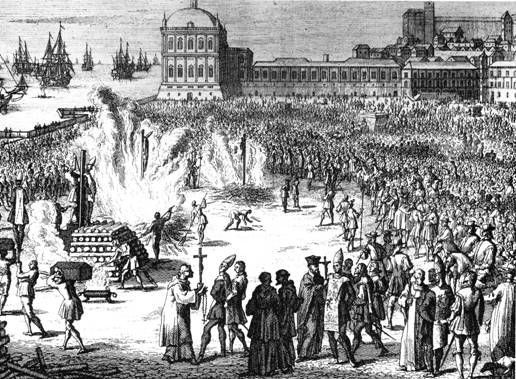
Un autodafé de l'Inquisition portugaise, dans le Terreiro do Paço devant le Palais de Ribeira à Lisbonne.

Il est persuadé par la pression de la Castille voisine et par des rapports selon lesquels les Nouveaux Chrétiens n'ont pas renoncé réellement au Judaïsme. Après dix ans de négociations avec Rome, une Inquisition portugaise reçoit une dispense papale en 1536 ,. Le premier Grand Inquisiteur est le cardinal Henri, frère du roi (qui deviendra plus tard roi),.
Les activités de l'Inquisition s'étendent de la censure des livres, à la répression et aux procès pour divination, sorcellerie et bigamie, ainsi qu'à la poursuite des crimes sexuels, en particulier la sodomie . Étant donné que les protestants et les juifs n'ont pas une présence significative au Portugal, l'Inquisition cible plutôt les nouveaux chrétiens .
L'Inquisition au Portugal devient progressivement une entité remarquablement puissante avec sa propre bureaucratie étendue . Il y a des tribunaux inquisitoires à Lisbonne, Coimbra, Évora et Goa qui disposent chacun d'un bureau central et emploient des dizaines de fonctionnaires . Les procédures de l'Inquisition sont sévères et irrégulières, acceptant toute dénonciation comme preuve, refusant aux prisonniers le droit de choisir leurs défenseurs et n'autorisant aucun appel en dehors de l'Inquisition . Les sanctions vont de l'amende et de l'emprisonnement à la confiscation des biens et au bannissement, les exécutions pour hérésie étant effectuées par la justice de la Couronne ,. Entre 1543 et 1684, au moins 1 379 personnes sont brûlées vives et un minimum de 19 247 sont condamnées, beaucoup mourant en prison sans procès .

#### Culture

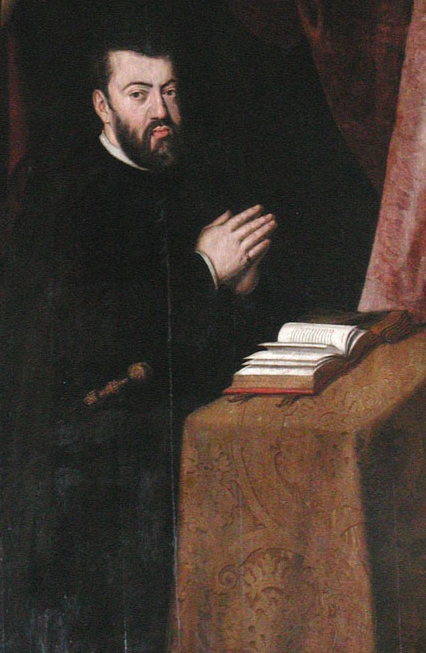
Portrait du roi Jean III de Portugal; par Cristovão Lopes, 1552

Le soutien de Jean III à la cause humaniste est significative. Il fréquente plusieurs écrivains, dont Gil Vicente, Garcia de Resende, Sá de Miranda, Bernardim Ribeiro, Fernão Mendes Pinto, João de Barros et Luís de Camões. Il soutient également  le mathématicien Pedro Nunes et le médecin Garcia de Orta. Grâce à ses liens avec des humanistes portugais tels que Luís Teixeira Lobo, Érasme dédie ses « Chrysostomi Lucubrationes » à Jean III de Portugal en 1527 ,. Le mathématicien français Jean Fernel et l'universitaire espagnol Jean Louis Vivès dédient également des ouvrages au roi .
En 1547, Jean III établit à Coimbra un Collège des Arts et des Lettres (Arts libéraux) et invite André de Gouveia, principal du Collège de Guyenne à Bordeaux, à diriger l'établissement et à organiser le corps enseignant . André de Gouveia réuni un groupe d'érudits écossais, français et portugais qui ont fait leurs études en France . Parmi eux, George Buchanan, Diogo de Teive, Jerónimo Osório, Nicolas de Grouchy, Guillaume Guérante et Élie Vinet, qui ont été déterminants pour la diffusion des recherches contemporaines de Pedro Nunes . Cependant, la rivalité entre les vues orthodoxes du groupe des « Parisiens » dirigé par Diogo de Gouveia et les vues plus laïques de l'école de « Bordeaux » dirigée par son neveu André de Gouveia conduit à des accusations d'hétérodoxie et de sympathies protestantes, ce qui conduit tous les professeurs étrangers à quitter le collège en 1551 . La Compagnie de Jésus prend en charge l'administration du collège en 1555 .
Le roi Jean III apporte également son soutien aux missionnaires du Nouveau Monde, d'Asie et d'Afrique. En 1540, après plusieurs appels au pape Paul III demandant l'envoi de missionnaires aux Indes orientales portugaises dans le cadre de l'accord du Padroado, Jean III nomme François Xavier comme nonce apostolique. Il est soutenu avec enthousiasme par Diogo de Gouveia, son professeur au Collège Sainte-Barbe, qui conseille au roi d'attirer les jeunes de la Compagnie de Jésus nouvellement formée .

#### Décès
À la mort d'apoplexie de Jean III le 11 juin 1557, seul son petit-fils Sébastien peut lui succéder. Il est enterré au Monastère des Hiéronymites à Lisbonne

## Union et postérité
Pour renforcer ses liens avec l'Espagne, il épouse le 3 février 1525 Catherine de Castille, sœur cadette de Charles Quint, dans la ville de Crato. Ils ont neuf enfants, mais la plupart sont morts jeunes.
- Alphonse de Portugal (24 février 1526- † 1526) inhumé au couvent de Graça puis dans la Cathédrale d'Évora ;
- Marie-Manuelle de Portugal (1527-1545), en 1543 elle épouse Philippe II d'Espagne, fils de Charles Quint ;
- Marie Isabelle de Portugal (née le 28 avril 1529- † 1530) inhumée à Santa Maria de Belém ;
- Béatrice de Portugal (née le 15 février 1530-† 1530) inhumée à Santa Maria de Belém ;
- Manuel de Portugal (né le 1er novembre 1531- † 14 avril 1537) inhumé à Santa Maria de Belém ;
- Philippe de Portugal (né le 25 mai 1533- † 29 avril 1539) inhumé à Santa Maria de Belém ;
- Denis de Portugal (né le 26 avril 1535- † 1er janvier 1537) inhumé à Santa Maria de Belém ;
- Jean-Manuel de Portugal (1537-1554), gendre de Charles Quint (son oncle à plusieurs titres) par sa femme Jeanne d'Autriche, et père de Sébastien Ier ;
- Jean Antoine de Portugal (né le 9 mars 1539- † 25 janvier 1540,) inhumé à Santa Maria de Belém.

Le roi a également deux enfants naturels :
- Édouard, (1521-1545), archevêque de Braga en 1542.
- Éléonore, inhumée en 1634 dans le monastère de Graça à Santarém.

## Titre complet
Roi de Portugal et des Algarves, de chaque côté de la mer en Afrique, duc de Guinée et de la conquête, de la navigation et du commerce d'Éthiopie, d'Arabie, de Perse et d'Inde par la grâce de dieu.

## Dans la culture populaire
- Jean III (appelé João III) dirige la civilisation portugaise dans le jeu vidéo 4X Civilization VI de 2016, sorti dans le pack Portugal le 25 mars 2021, dans le cadre du DLC « New Frontier Pass ». Sa capacité et sa civilisation se concentrent sur le commerce maritime [31].
- Jean III a été mentionné dans le film historique thaïlandais « La Légende de Suriyothai » en 2001, mais son rôle a été coupé lors de sa sortie [32].